# Verzorgingsplaats De Monnik
Verzorgingsplaats De Monnik was een Nederlandse snelwegparking langs de A6 Joure → Muiderberg ten zuiden van de aansluiting Urk. Aan de overzijde ligt de verzorgingsplaats De Abt.
De verzorgingsplaats opende in 1970, gelijktijdig met de openstelling van de A6 tussen Urk en Lelystad-Noord. De verzorgingsplaats is vermoedelijk rond 1992 gesloten. De verharding van de afrit is daarna verwijderd. De verzorgingsplaats werd in gebruik genomen als depot.
A1: De Haar · Elsenerveld · Friezenberg · Jool-Hul  
A2: Proostwetering · De Rooijen · Zwartehof · Heezerhut · Aalsterhut  
A4: Leiburg · Oostvliet  
A6: De Monnik  
A9: Amstelveen · Hammerstein  
A12: Mollebos · De Heul · De Roode Haan  
A15: Zeekade · Kraaienbos · De Laar · Topsweerd · Groenendijk  
A16: Krabbenbosschen · Mastbos  
A17: Kapelberg  
A20: Aalkeet  
A27: Bosberg  
A28: Holkerveen · Nunspeet-Noord · Nunspeet-Zuid  
A50: Meilanden · Kabeljauw  
A58: Krabbenbosschen · Mastbos · Sloedam  
A59: Tollenaer · 't Vaerland  
A67: De Gender · De Blauwe Klei  
A79: Keelbos · Ravensbos  
A326: Rolenhof